# Kulcs (település)
Kulcs község Fejér vármegyében, a Dunaújvárosi járásban.

## Fekvése
A Duna jobb oldalán, a Csepel-sziget legdélebbre fekvő településével, Makáddal szemközti oldalon helyezkedik el. Rácalmás és Adony között található. Dunaújvárostól 10 km-re északra fekszik.

### Megközelítése
Közúton a 6-os számú főúton. Vasúton a Pusztaszabolcs–Dunaújváros–Paks vonalon.

## Története

### Középkor
Szent István király  1025-ben a Veszprém-völgyi apácáknak adta a mai Kulcs területén fekvő Szántó nevű helységet. A tatárjárás pusztításai után ezt az elvadult helyet királyi vadászterületként tartották nyilván.
1352-ben Possassio Kulchegház – ez a Károly Róbert által kiadott alapítólevél a község templomának kulcsával azonosította a falu nevét.
1497-ben Possessio Kwlch néven említették a települést, mutatva az esetleges szláv eredetet, ’folyókanyart; kanyargós út’ jelentését. „Kulcsfontosságú hely”: magyarázzák így is.
1526-ban Szulejmán még virágzó falu mellett haladt el, a század közepén is ép volt.
1688-ban a felszabadító háborúk alatt mint elpusztult, elhanyagolt falut írták össze.
Farkasok, Lendvaiak, Jankovichok, majd Szapáryak birtokaként jegyezték Kulczot, örökösödési peres anyagaik is megemlítették a települést.
1750-ben „Duna fölött fekvő hegy hátigh kutsi pusztának hegyiben-völgyiben levő haraszt”-ként írnak a környékről és 120 évvel később is csak „partos, szakadásos terület”-ként jellemzik. Korabeli forrás szól arról, hogy makádi lakosok a kulcsi pusztán való itatásért 15 forintot fizettek, valamint arról is, miszerint a II. József-kori népesség-összeírás (1784–87) idején itt 2 ház – 1 család – 3 fő (1 nő) találtatott: zsellérek.

### Újkor
A 18. század utolsó évtizedeiben nyarakat és több évet töltött rácalmás-kulcsi birtokain Jeszeniczei, majd Vadasi Jankovich (IV.) Miklós, a legjelentősebb birtokoscsalád örököse, akit kora műkedvelő tudósként ismert.
1809-ből származó jelentés szerint: „Kulcsnál van egy kis átkelő egy kis járművel, csak gyalogosoknak alkalmas. A magaslatok rézsűje meredek, út nem vezet a parthoz, amely már a közepes vízállásnál is víz alatt van. Kulccsal szemben sincs út, csak bozót és mocsár.”
1830-ban Széchenyi István a Desdemona nevű, Pesten „összerótt” lélekvesztőjén, útban az Al-Dunára, a Kulcs környéki partoknál elhajózott, házakat nemigen láthatott, legfeljebb halásztanyát a parton, úszómalmokat a vízen. A völgyhajó és a házhajó közt vidáman forogtak a vízikerekek. Adonytól Dunapenteléig 30 vízimalom is őrölte a mezőföldi gabonát.
1828-ban Rácalmás Kulccsal l 645 adózót számlált. Külön kulcsi adatot ritkán találni, ezért érdekes 1856-ból az, hogy a 3050 lakosból Daján (4) 105, Kulcson 11 fő élt. Nagyon lassan népesült be a „puszta”. 70 év múlva népessége viszont a statisztikában már 449 fő.
Iparjog, céhtagság is jellemző volt 1872-ig. Rácalmás 10 malomhelyet kért 1867-ben a közlekedési minisztertől. Kulcs alatt egyről beszéltek az öregek a századforduló idejéből.
Kulcs puszta betelepülése, mint a fentebbi két adatból levonható, a 19. század második felére tehető. Az, hogy az 1898. évi IV. tc. alapján hivatalosan megállapított, mint hozzátartozó jelentős lakott hely: Kulcs puszta, alátámasztja az állítást.

### 20. század
Óhatatlan az összetartozás – így hozta a történelem. Rácalmáson alakult ki a közigazgatás, iskola és templom is ott működött. Kulcsról néhány gyerek odagyalogolt betűvetésre, itt a kultúrának más forrása buzgott. A századfordulón Csáki István suszter lisztért, sóért tanította lakásán olvasni, számolni a gyerekeket. 1902-ben épült az első iskolaépület Kulcson. (1958-ban lebontották, a mai épület helyén állt.)
1912-ben a Jankovich család közbenjárására építettek emeletes iskolát. A közigazgatás ide a községi szolga, a kézbesítő és a kisbíró személyén át jutott, no meg a képviselőtestület kulcsi tagján keresztül, (főleg az első világháború után).
1928-ban már az adófizetők kérésére a képviselő testület Kulcs fürdőtelep névváltoztatást kezdeményezte, hiszen folyamatosan jöttek le Budapestről a középpolgárság képviselői, üdülők épültek, sportegyesület, baráti kör alakult. A szinte teljes állatorvosi kar, Kotlán Sándor tanár úrtól, a világhíres parazitológustól, Jármai Károly kórboncnok professzortól, Hutÿra Ferenc, Gouth Gy. Endre,  Maczis Árpád, Manninger Rezső, Szepeshelyi Andor  professzorokig  töltötték itt szabadságukat.
Híres operaénekesek – élükön a Wagner-hőstenor Závodszky Zoltánnal –, írók – Tábori Piroska, Sőtér István – alkottak itt és vallották otthonuknak a községet.
Politikusok, Szakváry Emiltől Vas Zoltánig kártyáztak, vitáztak, nem mindig azonos nézeteket képviselve.
Itt járt iskolába Kovács Pál népjóléti miniszter és itt nevelkedett  Gidai Erzsébet.
Ma is számtalan művész és közéleti személyiség élvezi e település vendégszeretetét, többek között Tordy Géza, Lehoczky Zsuzsa, Miskolczi Miklós egykori és jelenlegi üdülőtulajdonosok.
A második világháborút e kis falu is megsínylette, hiszen 1944–1945 fordulóján kétszer cserélt gazdát.
A fellendülés a pentelei építkezéssel kezdődött, majd az 1960-as évek adtak lendületet Kulcsnak, a hétvégi kertek parcellázásával.
Új időszámítás a település életében az 1994. évi népszavazás volt, melynek eredményeként az 1994. december 11-én tartott önkormányzati választásokat követően Kulcs község közigazgatásilag különvált Rácalmás nagyközségtől.
Ezt követően Kulcs önálló község.

## Közélete

### Polgármesterei
- 1994–1998: Lénárd Béla (független)[6]
- 1998–2002: Lénárd Béla (független)[7]
- 2002–2006: Lénárd Béla (független)[8]
- 2006–2008: Lénárd Béla (FETE)[9]
- 2008–2010: Kiss Csaba (független)[10]
- 2010–2014: Kiss Csaba Gyula (független)[11]
- 2014–2019: Jobb Gyula (Fidesz-KDNP)[12]
- 2019–2024: Jobb Gyula (Fidesz-KDNP)[13]
- 2024– : Jobb Gyula (Fidesz-KDNP)[1]

A településen 2008. november 16-án időközi polgármester-választást tartottak, az előző polgármester lemondása miatt.

## Népesség
A település népességének változása:
| Lakosok száma | 2665 | 2682 | 2735 | 3383 | 3532 | 3589 | 3591 |
|               | 2013 | 2014 | 2015 | 2021 | 2022 | 2023 | 2024 |

A 2011-es népszámlálás során a lakosok 84,4%-a magyarnak, 0,3% cigánynak, 0,2% horvátnak, 1,1% németnek, 0,2% örménynek, 0,4% románnak, 0,2% ruszinnak, 0,2% ukránnak mondta magát (15,5% nem nyilatkozott; a kettős identitások miatt a végösszeg nagyobb lehet 100%-nál). A vallási megoszlás a következő volt: római katolikus 28,1%, református 6,5%, evangélikus 0,9%, görögkatolikus 0,6%, felekezeten kívüli 30,8% (32% nem nyilatkozott).
2022-ben a lakosság 89,6%-a vallotta magát magyarnak, 0,6% németnek, 0,4% cigánynak, 0,2% görögnek, 0,1-0,1% szerbnek, lengyelnek, örménynek, ukránnak, románnak, horvátnak és szlováknak, 3,9% egyéb, nem hazai nemzetiségűnek (10,3% nem nyilatkozott; a kettős identitások miatt a végösszeg nagyobb lehet 100%-nál). Vallásuk szerint 19% volt római katolikus, 6,9% református, 0,9% evangélikus, 0,6% görög katolikus, 0,1% ortodox, 0,9% egyéb keresztény, 0,6% egyéb katolikus, 28,6% felekezeten kívüli (42,1% nem válaszolt).

## Nevezetességei
- Itt épült az első magyar közüzemű szélkerék: a kulcsi szélerőmű.
- Kirándulás Magyarország első szélerőművénél - KULCS